# Pieczywo

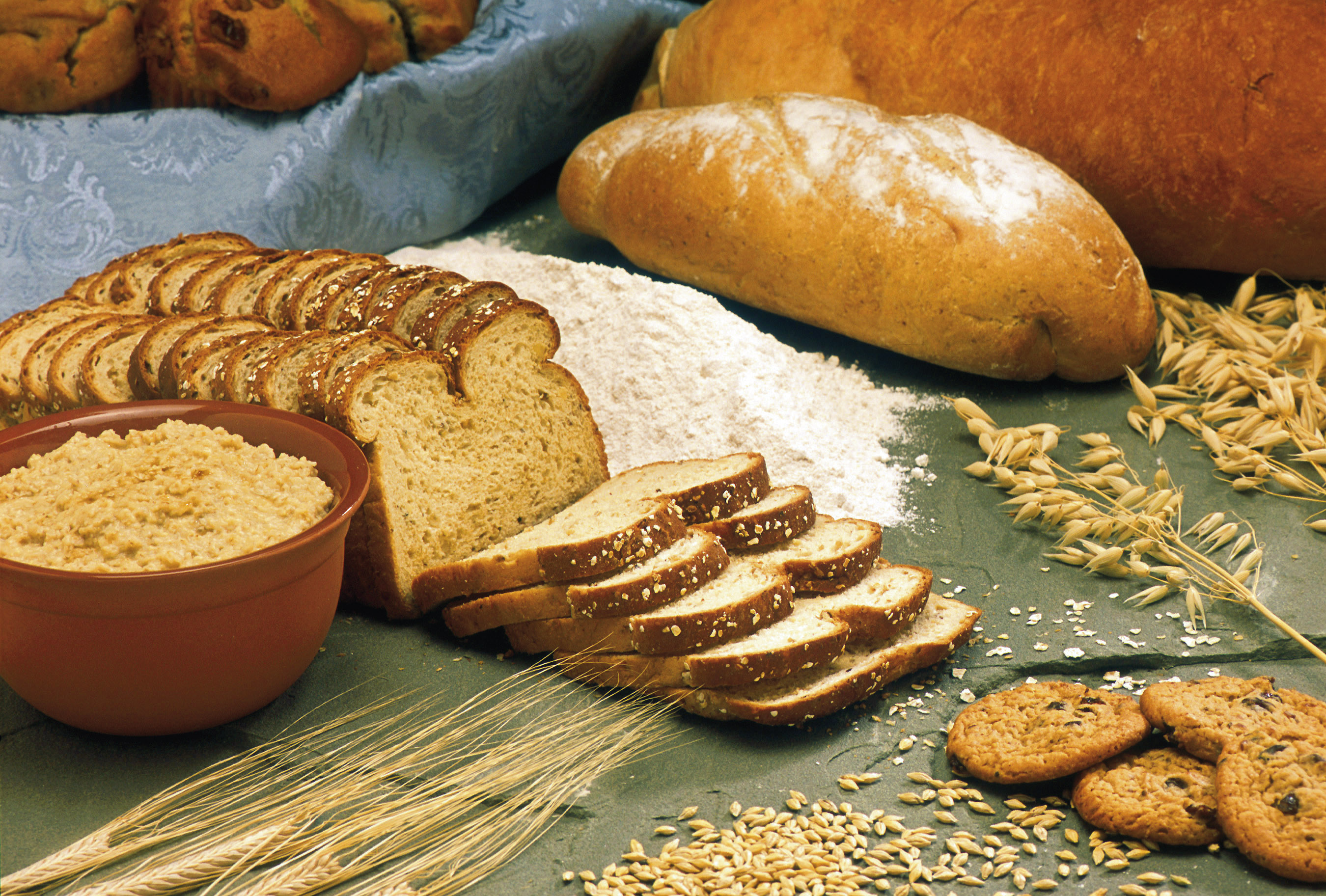
Różne rodzaje pieczywa

Pieczywo – wyroby wypiekane z mąki, wody i soli w połączeniu z różnymi dodatkami. Stanowi jeden z podstawowych składników codziennej diety człowieka. Inne surowce wchodzące w skład pieczywa to mleko, środki spulchniające (zakwas, drożdże, proszek do pieczenia), cukier oraz dodatki zależne od rodzaju pieczywa, np. substancje zapachowo-smakowe, przyprawy ziołowe, mak, sezam, dynia, słonecznik, soja i suszone śliwki.

## Skład pieczywa
Dojrzałe ziarna zbóż, z których wypieka się pieczywo zawierają następujące składniki chemiczne:
- węglowodany z przewagą skrobi (53–69% suchej masy)
- białka (około 10% suchej masy)
- aminokwasy, w tym egzogenne tj. lizyna, treonina, metionina, izoleucyna i tryptofan
- tłuszcze zazwyczaj w postaci glicerydów nienasyconych kwasów tłuszczowych (1,4% w pszenżycie do 4,8% w owsie i kukurydzy)
- błonnik (włókna roślinne)
- duże ilości potasu, fosforu i magnezu
- małe ilości wapnia i sodu
- znaczne ilości witamin z grupy B oraz witaminy A w postaci prowitaminy

## Wartość odżywcza i energetyczna
Pod względem wartości odżywczej najzdrowsze jest pieczywo razowe – wypiekane z mąki razowej pszennej lub żytniej, która zawiera więcej witamin i soli mineralnych oraz błonnik – obecny w zewnętrznej osłonce ziaren i niezbędny do prawidłowego funkcjonowania jelit. Pieczywo białe posiada niewielką wartość odżywczą, a przy tym z reguły charakteryzuje się większą liczbą kilokalorii, np. grahamki 258 kcal/100 gramów, kajzerki 296 kcal/100 g, rogaliki maślane 326 kcal/100 g, a bułeczki do hot dogów 340 kcal/100 g. W przypadku chleba: żytni pełnoziarnisty 237 kcal/100 g, pumpernikiel 252 kcal/100 g, pszenny 249 kcal/100 g, bagietki 283 kcal/100 g, a bułka wrocławska 293 kcal/100 g. Dietetycy zalecają spożywanie różnych rodzajów pieczywa, tak aby dostarczyć do organizmu dużo różnorodnych składników odżywczych oraz błonnik. Pieczywo z dodatkiem pełnych nasion roślin oleistych: słonecznika, dyni, sezamu, lnu, soi, maku, kukurydzy oraz przyprawy kminku stanowi dodatkowe źródło witamin, soli mineralnych oraz nienasyconych kwasów tłuszczowych. Małym dzieciom i osobom nietolerującym chleba razowego poleca się chleb graham i bułki grahamki (z mąki pszennej z pełnego przemiału), które są delikatniejsze w smaku. Natomiast nie jest wskazane podawane dzieciom chleba, który zawiera polepszacze, konserwanty, środki antypleśniowe oraz pieczywa o przedłużonej trwałości, np. chleb tostowy.

## Rodzaje pieczywa
- Pieczywo pszenne (wypiekane z jaśniejszej lub ciemniejszej mąki pszennej)
  - zwykłe: chleb pszenny, chleb pszenny lekki, bułki, chleb razowy, chleb graham, grahamki, bagietki francuskie
  - wyborowe (zawiera tłuszcz, cukier i masę jajeczną), np. kajzerki, rogale, bułeczki do hot dogów, chleb tostowy, bułka wrocławska
  - półcukiernicze: chałka, bułki maślane, rogale maślane
- Pieczywo żytnie (wypiekane z mąki żytniej jasnej lub ciemnej na zakwasie z niewielką ilością drożdży piekarniczych prasowanych, może zawierać maksymalnie 15% mąki pszennej): chleb żytni (lekki, jasny mleczny, razowy, pełnoziarnisty, staropolski, razowy na miodzie, razowy z soją i słonecznikiem), turystyczny, pumpernikiel
- Pieczywo mieszane (wypieki pszenno-żytnie produkowane na drożdżach, ewentualnie na drożdżach z dodatkiem zakwasu oraz wypieki żytnio-pszenne produkowane na zakwasie, ewentualnie z dodatkiem drożdży), np. chleb wiejski, kaszubski, krakowski, oliwski, mleczny, praski, baltonowski, chrupki, słonecznikowy, z soją
- Pieczywo bezglutenowe wypiekane z następujących mąk (lub mieszanek tych mąk): ryżowej, gryczanej, kukurydzianej, migdałowej, kokosowej, sojowej, amarantusowej, z ciecierzycy, jaglanej, z komosy ryżowej, z tapioki.

## Przechowywanie i czerstwienie
Z punktu widzenia szybkości procesów czerstwienia istotna jest temperatura przechowywania. Czerstwienie zmienia własności miękiszu i skórki oraz zmniejsza rozpuszczalność skrobi. Zahamowanie czerstwienia jest możliwe poprzez zamrożenie i przechowywanie w temp. –18 °C. Należy unikać przechowywania pieczywa w chłodziarkach. Pieczywo pakowane w folię lub papier polietylenowy jest dłużej świeże, utrzymuje dobry wygląd, zapach i smak.

## Spożycie
W 2003 przeciętny Polak zjadał miesięcznie według Głównego Urzędu Statystycznego 8,82 kg pieczywa. Ilość ta znacząco spadła do 2,95 kg w 2019.

## Materiały źródłowe
- Czerstwienie pieczywa i sposoby przedłużania jego świeżości
- Czerstwienie pieczywa